# كينيث إدواردز
كينيث إدواردز (بالإنجليزية: Kenneth Edwards)‏ هو لاعب غولف أمريكي، ولد في 9 مارس 1886 في شيكاغو في الولايات المتحدة، وتوفي في 21 ديسمبر 1952 في إيفانستون في الولايات المتحدة.

## وصلات خارجية
- كينيث إدواردز على موقع أوليمبيديا (الإنجليزية)